# 杰伊条约
《杰伊条约》（英語：Jay Treaty），全称 《大不列颠国王与美利坚合众国间的友好、商业和航海条约》（英語：The Treaty of Amity, Commerce, and Navigation, Between His Britannic Majesty and the United States of America），是美国与英国签署于1795年的一项条约，该条约缓解了两国之间的紧张局势，避免了可能爆发的战争，解决了自1783年《巴黎条约》（该条约结束了美国革命）以来遗留的问题，而且让英美两国能够在1792年法国革命战争爆发后的十年间继续进行和平贸易。此条约由亚历山大·汉密尔顿所设计并得到总统乔治·华盛顿的支持。该条约激怒了法国，也使美国人痛苦地陷于分裂。条约刺激了每一个州的两个对立党派——支持条约的联邦党和反对条约的民主共和党之间的对立。
条约由约翰·杰伊谈判促成并实现了美国的诸多主要目标。条约包括了英国从西北领地撤军，而在之前的《巴黎条约》中英国曾拒绝从该地区撤军。英国当时正在报复美国违反1783年《巴黎条约》第4条和第6条的行为; 美国的州法院阻止收取欠英国债权人的债务，并坚持继续没收效忠派遗留在美国的财产，尽管（美方）明确知道该行为应立即停止。双方同意在战争时期关于债务的争执和美利坚同加拿大的边界争端问题应被交付仲裁解决——这是仲裁在现代外交史上一个最重要的使用。这创制了（当出现国际争端时）被其他国家所遵循和效仿的先例。美国人被授予在魁北克地区同英国殖民地贸易的一定权利，而作为交换，英国同样被授予同美国进行棉花贸易的一定权利。
《杰伊条约》于1794年11月19日签署，尔后提交给美国参议院，（预期）在次年6月获得意见和同意（通过）。1795年6月24日，《杰伊条约》获得批准，20票赞成10票反对，获得恰好三分之二的多数票（刚刚好够获得通过的必需票数）。同时条约也获得英国政府的批准，并于1796年2月29日正式交换批准书之日生效。
在每一个州，以托马斯·杰斐逊为首的民主共和党人都激烈地反对该条约，他们努力在美国眾议院阻挠其通过，但最终失败。杰斐逊担心同英国更紧密的经济或政治联结会加强汉密尔顿的联邦党和上层/贵族统治并削弱共和主义。这场辩论固化了新出现的党派分歧，并形成了新的“第一政党体系”，联邦党人支持英国，而民主共和党人支持法国。条约有效期十年。当1806年条约到期后，杰斐逊拒绝签署《门罗-平克尼条约》，于是替代条约未能签订 ，局势升级为随后爆发的1812年战争。

## 議題

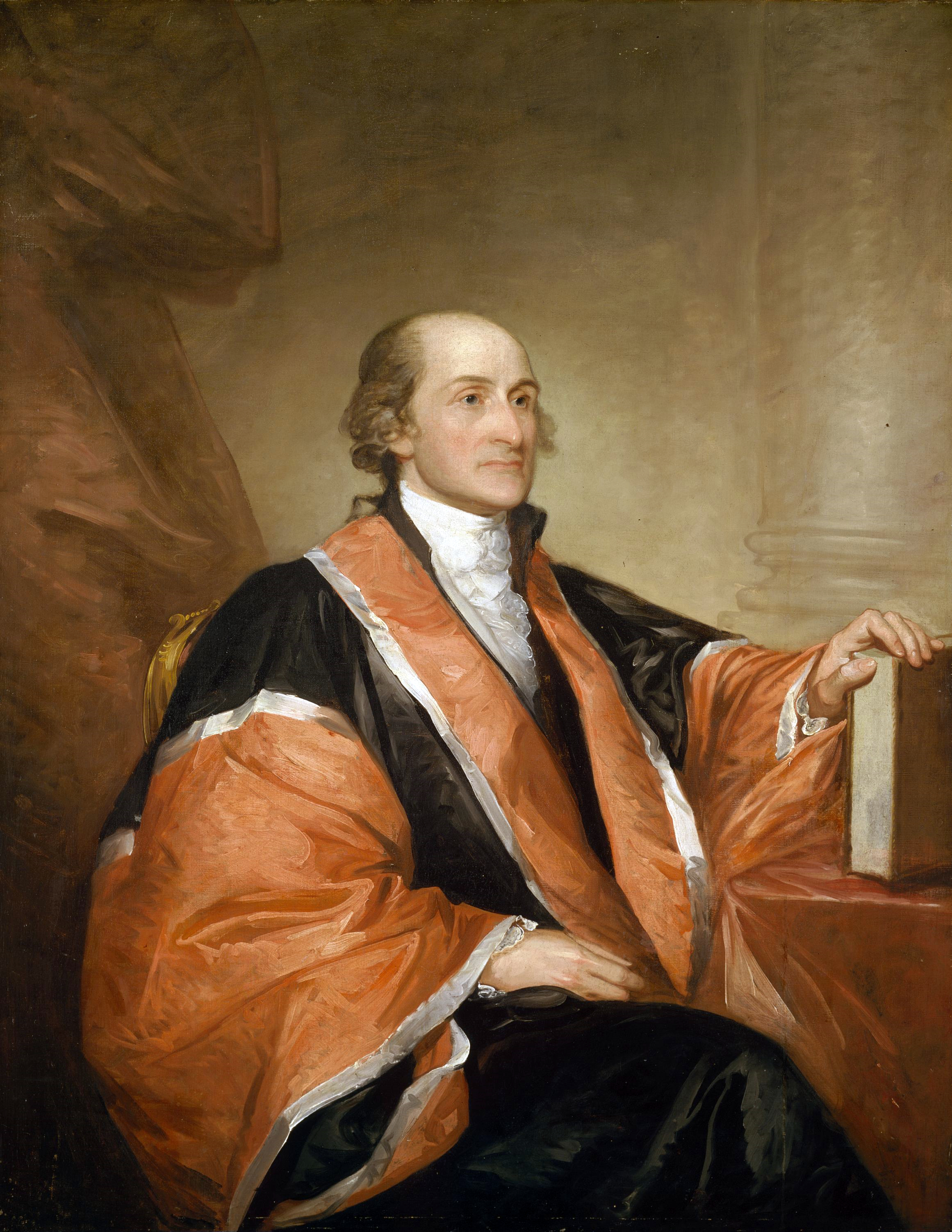
约翰·杰伊, 美国首席谈判代表

1793年，法国和英国（以及其他国家）爆发战争，结束了长久的和平，使这个新国家(美国)在贸易和金融方面得以繁荣发展。美国现在已成为一个重要的中立国，有着庞大的航运贸易。从英国的角度来看，改善与美国的关系有很高优先性，以免美国同法国结盟。为达成一个合适的条约，英国的谈判代表忽略了那些（对美方）苛刻条款的元素。从美国的角度来看，最重要的对外事务是恢复同其首要贸易伙伴英国商贸关系的正常化，并解决自从《巴黎条约》遗留的各事项。正如一位观察家解释的那样，英国政府“对美国很好…他们了解美国中立立场后已根据一项计划作出安排，并迫切希望美方保持中立” 
在未给美国政府官方警告的状况下，英国政府利用皇家海军扣押/捕获接近250艘从法国殖民地西印度群岛携带货物的中立美国商船。美国人被激怒，杰斐逊联盟的共和党人要求宣战，但詹姆斯·麦迪逊却要求对英国实行贸易禁运。英国对加拿大的土著居民（First Nations） 宣称加拿大同美国边境已经不复存在，并且向他们售卖武器。在1794年3月 美国国会投票通过一项针对英国的贸易禁令。
在联邦层面美国政治分为以杰斐逊和麦迪逊领导的亲法派和由汉密尔顿领导的联邦党人，联邦党人视英国为一个天然的盟友，并因此致力于恢复同英国关系的正常化，尤其是商贸领域的关系正常化。华盛顿站在汉密尔顿这边。汉密尔顿为谈判设计了一个框架，总统乔治·华盛顿委派（时任）最高法院首席大法官的约翰·杰伊到伦敦洽谈，旨在（同英方）达成一项全面的条约。
美国政府有几个待解决问题：
- 英国人依旧占领在大湖地区美国领地的若干要塞，这些要塞具体包括底特律堡和麥基諾堡（英语：Fort Mackinac）（位于现今的密歇根州的麥基諾島），Niagara和Oswego（位于现今的纽约州），以及Maumee（也叫Miamis）（位于现今的俄亥俄州）。英国表示，这是对美国拒绝偿还已达成协定的债务的回应。
- 英国继续强征美国水手加入英国皇家海军以对抗法国。
- 美国商人要求赔偿英国在1793年和1794年没收的250艘商船。
- 南部利益集团希望对那些在1781-1783年被带走的奴隶给予经济补偿，这些奴隶随从其主人在1781到1783年间被带到西印度群岛。
- 美国商人希望英方再次向美国开放英属西印度群岛的贸易。
- 与加拿大的边界在许多地方都很模糊，需要更清晰地划定。
- 美国在西北部（俄亥俄州和密歇根州）的迁徙者与加拿大印地安人陷于武装冲突时，英国依然向印第安人提供军火。

## 条约条款
两方达成了许多目标。若干事项被移交给仲裁解决，而在若干年后的仲裁判决支持美国并要求英国提供11,650,000美元赔款以补偿美国的船只损失，英国收到（美国）偿还1775年前债务的600,000英镑 。尽管在当时国际仲裁尚未流行，杰伊条约很大地推动了仲裁的使用，并且后世一般将杰伊条约看做现代国际仲裁的开始。英国同意从位于美国领土边境的要塞撤军，这些要塞包括在Great Lakes附近的六个和在Lake Champlain北部的两个，直到1796年7月，所有撤军工作完成。
该条约“令人惊讶地慷慨”，给予美国人与英国贸易的最惠国待遇。作为回报，美国给予英国最惠国贸易地位，并默许英国在海洋上的反法政策。美国商人获得在英属西印度群岛一定贸易权。设立了两个联合边界委员会，分别确定在东北部（商定一个）和西北部（该委员会从未开会，边界要在1812年战争后才确定）。
杰伊，一个强烈反对奴隶制的人，放弃了奴隶赔偿的问题，这激怒了南方的奴隶主们，成为被杰斐逊派攻击的一个口实。杰伊未能就阻止美国水手（被招揽）进英国皇家海军的事宜达成谈判目的，这后来成为导致1812年战争的一个关键问题。

### 美国印第安人权利
第三条规定，“一致同意，它应始终给予陛下（指英王）的臣民、美国公民以及居住在该边界线两侧的印第安人，可自由穿行通过陆路或内陆航线，进入美洲大陆双方各自的领土和国家（哈德逊湾公司范围内的国家除外）......并自由进行商贸“。《杰伊条约》第三条宣布印第安人、美国公民和加拿大（当时是英国的领土）臣民有权在美国和加拿大之间进行贸易和旅行。多年之后，美国在1952年《移民和国籍法》第289条的规定和1965年修订的条款中规定了这一义务。因为《杰伊条约》，“出生在加拿大的印第安人因此有权以就业、学习、退休、投资或移民为目的进入美国。”《杰伊条约》第三条是大多数印第安人（权利）主张的基础。

## 支持与反对

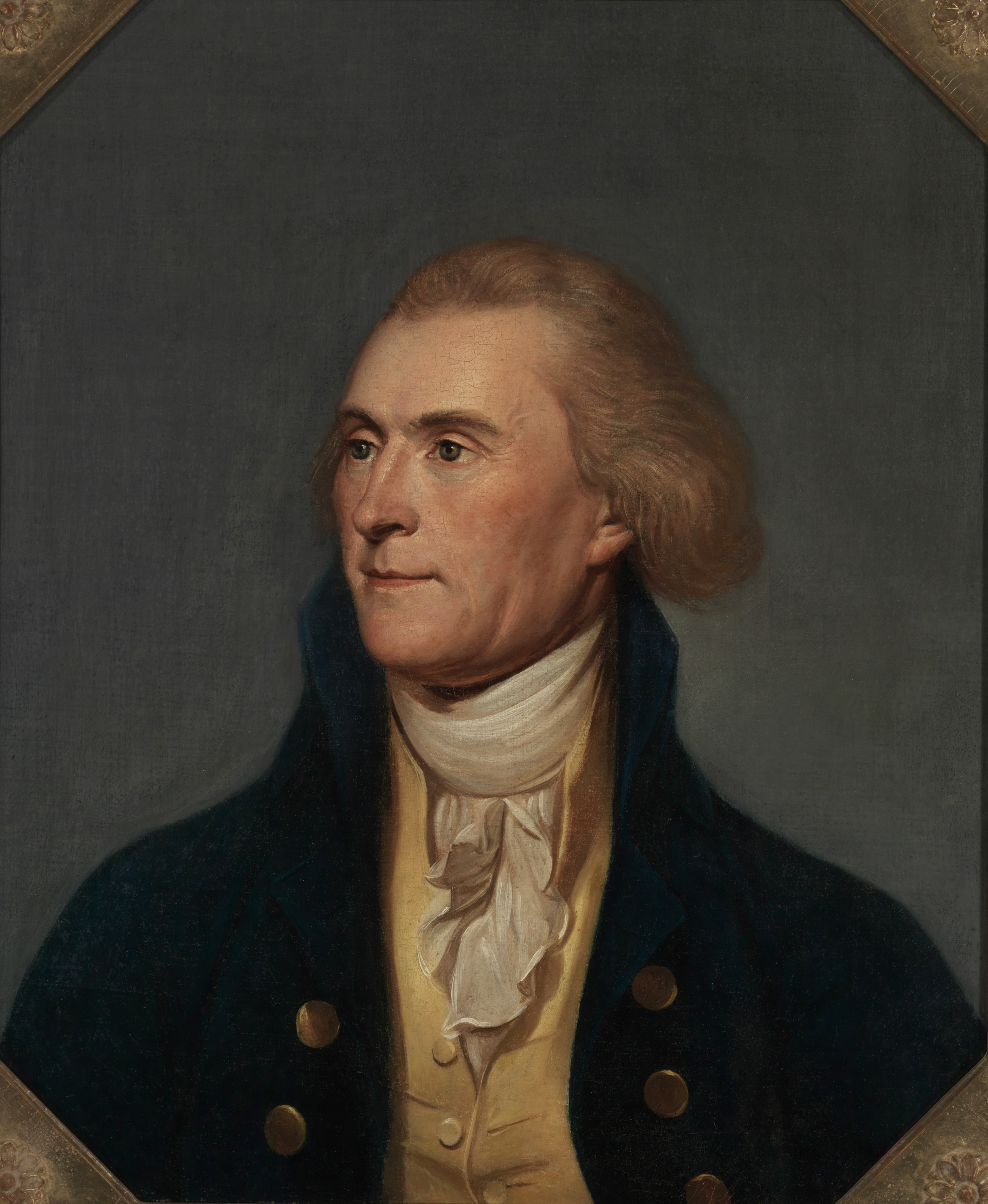
托马斯·杰斐逊严厉地批评该条约

华盛顿于1795年6月向美国参议院提交了该条约以待批准; 条约的通过需参议院三分之二同意。该条约起初并不受欢迎，并为杰斐逊派提供了一个聚拢新支持者的平台。历史学家Paul Varg解释说，

《杰伊条约》是对两国间问题的合理妥协。使它如此具有攻击性的原因并不是两国之间的妥协，而是因为它不是（美国）国内两个政党间的妥协。该条约体现了联邦党人的观点，拒绝了敌对党派的外交政策。

杰斐逊派反对英国，在欧洲肆虐的战争中宁愿支持法国，他们认为1778年（美国）与法国（签订）条约仍然有效。他们将英国视作贵族制的中心，也是对美国共和主义价值观的首要威胁。他们指责汉密尔顿和杰伊（甚至华盛顿）是背叛美国（共和主义）价值观的君主主义者。他们组织公众抗议杰伊及《杰伊条约》; 他们的一个聚集者呼喊说：“约翰·杰伊该死！每一个不骂约翰·杰伊该死的人都该死！每一个不到约翰·杰伊家窗户底下点上灯，骂他一晚上该死的人都该死！”
该条约进一步分化了国内两个主要政治派别，是推动（催生）美国第一政党体系的主要催化剂之一。由汉密尔顿领导的联邦党支持该条约。相反，由杰斐逊和麦迪逊领导的民主共和党反对该条约。即使要冒战争风险，杰斐逊和他的支持者们对应的提出 “建立与英国商业直接敌对的制度”的提案。杰斐逊派指责英国在印第安边境地区推行暴行，煽动公众舆论。据一位历史学家称，1794年至1995年对该条约的激烈辩论“将共和党运动转变为共和党”。为了打击条约，杰裴逊派“在首都的领导人同各州、县和城镇的领导人、活动者和民众之间建立协调”。杰伊未能获得“失去的”奴隶的（英方）赔偿，这引发了南方的反对。
联邦党人反击，国会拒绝了杰斐逊-麦迪逊的对应建议。华盛顿用自己巨大的威望给条约背书，联邦党人比他们的反对者更有效地团结了公众舆论。汉密尔顿说服华盛顿总统，这是可以预期的最佳条约。华盛顿坚称美国必须在欧洲战争中保持中立;他签署了条约，由于他的声望，国会没有提出异议。联邦党人向公众舆论强烈且系统地呼吁，舆论团结了自己的支持者并改变了辩论（风向）。华盛顿和汉密尔顿战胜了作为反对党领袖的麦迪逊。汉密尔顿当时虽已退出政府，但他是帮助确保条约获得批准，获得参议院所需的2/3投票的主导人物。参议院于6月通过一项决议，建议总统修改该条约，暂停涉及美国和西印度群岛之间贸易的第12条。8月中旬，参议院以20票同意10票反对批准了条约，条件是该条约包含有关6月24日决议的特定内容。华盛顿总统于8月底签署了该协议。
该条约于1796年2月29日宣布生效，众议院于1796年4月通过一系列相关投票和又一次激烈的斗争后，为其（《杰伊条约》）提供了财政拨款。当时众议院议员詹姆斯·麦迪逊认为，根据宪法，该条约未经众议院批准就不能生效，因为它规制商业并行使授予国会的立法权。接下来的辩论是宪法原意主义的早期例子，在这场辩论中“宪法之父”麦迪逊失败了。这次全国性宪法辩论的一个有趣特点在于，首席大法官奥利弗·埃尔斯沃思撰写的关于该主题的咨询意见，其中他拒绝任何声称众议院有权决定条约的观点。在国会关于《杰伊条约》的失败后，杰斐逊共和党人也因此问题输掉了1796年的总统选举。
当托马斯·杰斐逊于1801年当选总统时，他并没有否认该条约。他让联邦党人的驻英公使Rufus King与（英方谈判），成功解决了有关债务支付和边界的未决问题。当条约于1805年到期时，英美友好关系破裂。杰斐逊在1806年拒绝签署作为《杰伊条约》替代条约的《门罗 - 平克尼条约》，该条约由杰斐逊委任的外交官谈判（促成）并得到伦敦方面同意。两国关系变得越来越敌对，成为1812年战争的前奏。1815年，《根特条约》取代了《杰伊条约》。

## 评价
历史学家斯坦利·埃尔金斯（Stanley Elkins）和埃里克·麦基特里克（Eric McKitrick）指出，按照老式的外交标准，将外交视为（跟对手的）“讨价还价”，杰伊在“讨价还价”中拿到的是“最坏的结果”。从那以后，这种观点在很大程度上一直存在。他们得出的结论是，杰伊没有成功地主张（美国的）中立权利，但他确实获得了“他的其他必要条件”; 他没有得到任何“可取但不是必不可少”的东西。他们补充说，《杰伊条约》在象征方面（即“软”的方面）遭到了许多反对。然而，从“硬”（或现实）方面看，“这（指《杰伊条约》）是一个巨大的成功，其中包括阻止了与英国的战争”。
历史学家马歇尔·斯默瑟（Marshall Smelser）认为，该条约实际上推迟了与英国的战争，或者至少将其推迟到美国有足够的力量来应对（同英国的战争）。
布拉德福德·帕金斯（Bradford Perkins）在1955年辩称，《杰伊条约》是英美之间建立特殊关系的第一个条约，下一个（英美建立特殊关系的）条约则由索尔兹伯里勋爵（Lord Salisbury）负责（签订）。他认为，该条约确保了英美之间十年的和平：“这十年可能被描述为‘第一次和睦’时期。”
帕金斯总结道：

在大约十年的时间里，（英美）边境和睦，共同承认了商业往来的价值，甚至与之前和之后的时代相比，对（之前）美国船只被扣押和（各不良）印象的冲突也被平息了。与法国的两次冲突…把讲英语的两国更紧密地结合在一起。

《杰伊条约》扭转了从1794年（英美）战事冲突开始的紧张局势，帕金斯总结道：“经过十年的世界大战与和平，大西洋两岸的历届政府都能够实现和保持一种往往接近真正友谊的亲切关系。“
帕金斯认为，可能除了与英属印度的开放贸易之外，“杰伊确实未能赢得美国人显然无权获得的任何权益，解放的领土是自1782年就已被视作美国的领土，甚至英国承诺对缉获（美国船只）的赔偿也被英国视作非法”。他还推测，“比首席大法官更精明的谈判者”会得到比他更好的条款。他引用了“伟大的历史学家”亨利·亚当斯的观点，即该条约是一个“坏条约”：
现在没有人敢冒险捍卫它。 自1810年以来，美国就没有时间在这样的条件下不愿意以和平为战争。
帕金斯比其他历史学家更重视在印度贸易和西印度群岛贸易特许权方面做出的宝贵让步。此外，帕金斯指出，英国皇家海军在战争期间以“相对宽大”的态度对待美国商业，被英方强征的海员被遣返回美国。当西班牙评估非正式的英美联盟时，西班牙放宽了之前对美国使用密西西比河的反对立场，并签署了美国人想要的《平克尼条约》。当杰斐逊上任后，他更新了商业条款，并因此使美国航运颇为受益。
埃尔金斯和麦基特里克发现针对这“一个大难题”更为正面观点：它要求英国以同样的精神进行谈判。与珀金斯不同，他们发现“这一迹象很少”。乔治·赫林在其2008年美国历史外交政策的研究中说，1794年“美国和英国处于开战的边缘”，并得出结论：“《杰伊条约》给美国带来了重要的让步，并很好地为其利益服务。”约瑟夫·埃利斯认为该条约条款“对英国有利”，但在历史学家一致认为它是

一项为美国（将来打算的）精明交易。它实际上是赌博，赌英格兰而非法国是未来的欧洲霸主国，而历史也证实了此预言。它承认美国经济对同英国贸易的巨大依赖。从某种意义上说，它是门罗主义（1823年）的早熟预览，因为它将美国的安全和经济发展与英国舰队联系在一起，英国舰队在整个十九世纪为美国提供了无法估量的保护。基本上，它推迟了与英格兰的战争，直到美国在经济和政治上更有能力与之战斗。

## 大众文化
在HBO迷你剧《约翰·亚当斯》中，副总统约翰·亚当斯被描绘为投出决定性的一票以使《杰伊条约》得到批准。事实上，他从未有必要投票，因为参议院以20比10通过了这项方案。此外，副总统不必在一项条约的批准中投票，因为副总统只在平局的情况下投票，与此同时《宪法》第二条要求条约需获得三分之二的投票通过。